# Рябово (станция)
Ря́бово — железнодорожная станция московского направления Октябрьской железной дороги. Располагается в посёлке городского типа Рябово Тосненского района Ленинградской области.

## Описание
Имеет две высокие платформы, смещённые вдоль путей против хода поездов.  Здание вокзала с билетной кассой располагается у юго-восточного конца платформы № 1, с юго-западной стороны от путей. От него ведёт пешеходный переход через пути на платформу № 2. Также с юго-западной стороны от путей, напротив платформы № 2, находятся служебные помещения станции и туалет. С северо-восточной стороны от путей имеется продовольственный магазин.
В 700 м юго-западнее платформы проходит автодорога М10.
На восток от платформы отходит путь  к путевой машинной станции № 88 (предприятие ОАО РЖД), где начинается узкоколейная железная дорога Пельгорского торфопредприятия к торфоразработкам на Пельгорском и Ушакинском болотах. К концу 2000-х годов около 60% первоначальной длины УЖД было разобрано, активно использовался участок Рябово—Пельгорское.
Пригородные электропоезда из Санкт-Петербурга прибывают к первой платформе, на Санкт-Петербург — ко второй.

## Фотографии
- Платформа № 1 для электропоездов из Санкт-Петербурга
- Платформа № 2 для электропоездов к Санкт-Петербургу
- Вид на северо-запад, в сторону платформы Георгиевская
- Вид на юго-восток, в сторону платформы Соколов Ручей
- Навес для пассажиров на платформе № 2
- Служебные помещения станции
- Указатель с названием станции

### Расписание электропоездов
- Расписание электропоездов на сайте СЗППК
- Расписание пригородных поездов. Яндекс.Расписания.
- Расписание пригородных поездов на tutu.ru